# 马雷斯特
马雷斯特（法語：Marest）是法国北部-加来海峡大区加来海峡省的一个市镇，属于阿拉斯区和图罗特县。该市镇2009年时的人口为285人。

## 人口
马雷斯特人口变化图示
| 数据来源：INSEE |